# Vladan Čukić
Vladan Čukić (in serbo Владан Чукић?; Smederevo, 27 giugno 1980) è un ex calciatore serbo, di ruolo centrocampista.

## Caratteristiche tecniche
Mediano, può giocare come interno di centrocampo o come trequartista.

## Carriera

### Club
Nel 2008 il Kecskemét lo acquista per 30000 €.

## Palmarès

### Club

#### Competizioni nazionali
- Coppa d'Ungheria: 2

Ferencváros: 2014-2015, 2016-2017
- Supercoppa d'Ungheria: 1

Ferencváros: 2015
- Campionato ungherese: 1

Ferencváros: 2015-2016